# Dunwich (Regno Unito)
Dunwich (ˈdʌnɪtʃ) è un piccolo villaggio costiero nella contea di Suffolk in Inghilterra. La cittadina vive prevalentemente del turismo che ruota attorno al museo e alle rovine della città medioevale (chiamata Donnoc o Dommoc) e, più in generale, alle aree naturalistiche della costa del Suffolk.
Nel Medioevo, la città era molto più estesa dell'attuale, ospitava la sede episcopale dell'Anglia Orientale ed era un importante porto per il commercio della lana, grazie alla sua posizione favorevole in corrispondenza di un'insenatura naturale riparata dal mare tra le foci dei fiumi Blyth e Dunwich.

La linea di costa attuale ha subito, a partire dal XIV secolo, un processo di erosione che ha in gran parte cancellato l'antica rada medioevale, provocando la progressiva decadenza e sommersione della città.

## La città medioevale

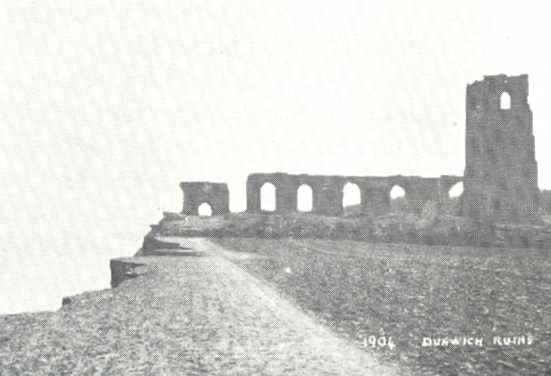
Le rovine della All Saints Church (Chiesa di tutti i santi), uno dei diciotto edifici di culto di epoca medioevale. Da una cartolina postale del 1904.

Le prime attestazioni dell'esistenza di Dunwich (indicata come Donnoc nelle fonti medioevali) si trovano nella "Historia ecclesiastica gentis Anglorum" di Beda il Venerabile e risalgono al 632, quando Felice di Borgogna vi fondò la sede episcopale dell'Anglia orientale dietro mandato di Honarius, arcivescovo di Canterbury, e su concessione di re Sigeberht che esercitava la propria sovranità su quelle terre.
Nel Domesday Book sono registrate tre chiese fra i possessi della sede di Dunwich. Negli anni 1970, lo storico e archeologo inglese Stuart Bacon, che aveva compiuto diverse campagne di ricerca sul luogo, rintracciò le rovine sommerse di due chiese di epoca medioevale. Secondo l'archeologo, Dunwich, tra il XII e XIII secolo, avrebbe posseduto ben 18 edifici per il culto, a testimonianza della ricchezza e dell'importanza della sede vescovile.
Sotto il regno di Edoardo I (1272-1307), Dunwich raggiunse l'apice del suo splendore, diventando uno dei più grandi porti commerciali dell'Inghilterra orientale, con una popolazione di oltre 3 000 abitanti, otto chiese, cinque sedi di ordini religiosi, tre cappelle e due ospedali.
Le principali merci esportate erano lana e frumento; le maggiori importazioni: pesce, pelli, cuoio e legname dall'Islanda e dalla Scandinavia, tessuti dai Paesi Bassi, vino dalla Francia.
La decadenza del porto di Dunwich iniziò nel 1286 quando una grande tempesta alluvionò e danneggiò gran parte della città provocando un parziale interramento dell'alveo del fiume Dunwich. Gli abitanti cercarono di costruire delle opere di difesa costiera per salvaguardare la baia e il porto, ma queste non riuscirono a contrastare un'ulteriore tempesta che, nel 1328, avrebbe distrutto interamente il vicino villaggio di Newton. Un'altra tempesta, nel 1347, modificò ulteriormente la linea di costa, sommergendo o rendendo inabitabili 400 edifici e innescando, ad opera delle correnti costiere, un inarrestabile processo di erosione del delta dei due fiumi, che avrebbe provocato nei successivi due secoli un progressivo e inesorabile arretramento dell'intera linea costiera di quasi 1,5 km che avrebbe causato la scomparsa di gran parte dell'insediamento medioevale.
In epoca recente, molti degli edifici originali sono oramai scomparsi e Dunwich, dal grande porto commerciale che era, è diventato un piccolo villaggio costiero che fatica a raggiungere lo status di città. Dei numerosi edifici della sede vescovile medioevale si sono parzialmente conservati solo un priorato francescano e un ospizio per i lebbrosi.
Fino al 1832, Dunwich conservava ancora il diritto di inviare due parlamentari alla Camera dei Comuni: un'ulteriore attestazione storica della grande importanza che la città aveva rivestito in passato.

### Nella cultura di massa
- Potrebbe aver ispirato l'omonimo villaggio immaginario  del racconto L'orrore di Dunwich di Howard Phillips Lovecraft. La città inglese è infatti descritta (sebbene non ne venga menzionato il nome) nella poesia di Algernon Swinburne By the North Sea, e l'antologia delle opere di Swinborne faceva parte della biblioteca di Lovecraft. Dunwich nel Suffolk appare anche nel racconto del 1917 di Arthur Machen, intitolato The Terror, che è certo Lovecraft avesse letto.
- La sua fine di "città sprofondata nel mare" ha fornito ispirazione al nome dell'omonimo gruppo symphonic metal italiano.
- La storia della città è riassunta in forma narrativa e letteraria nel libro "Gli anelli di Saturno" di W.G. Sebald.